# Ludi Augustales
I Ludi Augustales o anche Augustalia (Giochi di Boville) erano l'insieme delle celebrazioni volute da Tiberio per onorare la memoria del padre adottivo Augusto e celebrare la Gens Iulia.
Il luogo simbolico in cui si officiavano le celebrazioni era la città di Bovillae, identificata con la frazione di Frattocchie del comune di Marino nei Castelli Romani, località alla quale era ascritta l'origine della Gens Iulia.
Allo scopo di fornire una magniloquente cornice architettonica alla celebrazione, fu realizzato un vasto complesso comprendente un imponente circo, a cui era affiancato il teatro e il sacrario dedicato alla Gens Iulia Secondo lo scopritore della città, l'archeologo Giuseppe Tambroni, in questo sacrario sarebbe stato sepolto Ottaviano Augusto dopo le solenni esequie di stato celebrate a Roma. Tuttavia, l'ipotesi del Tambroni, a parere dello storico Girolamo Torquati, non è suffragata da alcun fatto.
L'importanza di queste celebrazioni è sottolineata dall'eccezionale estensione del circo, la cui dimensione massima raggiungeva i 337,50 metri per una larghezza di 68,60.
Con le sue misure, il circo di Bovillae era uno dei più grandi dell'antica Roma superando sia il Circo Vaticano che il Circo Agonale (oggi piazza Navona) e, con le sue dodici arcate (di cui ne sopravvivono solo tre, portate alla luce nell'Ottocento dall'archeologo Giuseppe Tambroni) offriva una capienza tale da permettergli di ospitare tra gli 8.000 e i 10.000 spettatori.
I Ludi Augustales furono celebrati almeno durante tutta la dinastia Giulio-Claudia, poiché un'iscrizione del 53 d.C. ricorda un tale Fuscus auriga della factio prasina vincitore dei giochi bovillensi.
L'istituzione dei Ludi segnò anche l'apogeo dell'insediamento di Bovillae.
I Ludi Augustales compaiono sui calendari di larga scala, durante il periodo delle festività romane più antiche della religione arcaica. L'evento si svolgeva tra la Meditrinalia (11 ottobre) e la Fontinalia (13 ottobre).